# 紅特超巨星
紅特超巨星是一种質量、大小都非常巨大的恆星，呈現紅色，溫度只有3500K，所以被稱為紅特超巨星。
它以前可能是一顆藍超巨星，耗盡燃料後，膨脹為紅特超巨星。紅特超巨星的質量超過20個太陽質量，直徑超過15億公里。
因此，紅特超巨星十分罕見，現在已發現的紅特超巨星屈指可數，不到十個，更罕見的是白特超巨星。因為紅特超巨星很難出現，所以才發現一點點，宇宙中還有更多的紅特超巨星，只是發現了一點點。它們以前可能是大質量的藍超巨星，之後演化到末期，變成紅特超巨星持續一段時間，之後超新星爆炸，核心坍塌變成黑洞。所以紅特超巨星的壽命很短暫，只有幾千萬年。
现已知的紅特超巨星有大犬座VY、盾牌座UY，及Stephenson2-18。